# Reynolds Metals Company
Die Reynolds Metals Company, auch Reynolds Aluminium, war ein US-amerikanischer Aluminiumhersteller. Das Unternehmen wurde 1919 von Richard S. Reynolds, Sr. als U.S. Foil Company gegründet. Anfangs wurde Blei- und Zinnfolie für Zigaretten- und Süßigkeitenverpackungen (Silberpapier) hergestellt. 1926 begann man mit der Herstellung von Alufolie. 1940 wurde der Bauxitabbau in Arkansas aufgenommen und die erste Aluminiumhütte bei Sheffield (Alabama) errichtet. Während des Zweiten Weltkriegs wurde die Aluminiumproduktion stark gesteigert. 1947 wurde Reynolds Wrap, eine in den USA bekannte Alufolie für den Haushalt, eingeführt.
1975 wurden die Besitzungen von Reynolds Aluminium in Guyana verstaatlicht. 1980 wurden 51 % der Anteile an den Aluminiumminen auf Jamaika an die dortige Regierung verkauft.
1983 wurde William Bourke CEO von Reynolds. Er diversifizierte das Unternehmen und entließ bis zum Jahr 1988 ein Drittel aller Angestellten.
2000 wurde Reynolds von seinem Mitbewerber Alcoa übernommen.
Zu dem Zeitpunkt war Reynolds Aluminium der zweitgrößte Aluminiumhersteller der USA und der drittgrößte weltweit.